# Aroa scytodes
Aroa scytodes är en fjärilsart som beskrevs av Collenette 1932. Aroa scytodes ingår i släktet Aroa och familjen tofsspinnare. Inga underarter finns listade i Catalogue of Life.